# Triptognathus gratiosus
Triptognathus gratiosus är en stekelart som först beskrevs av Joseph Kriechbaumer 1882.  Triptognathus gratiosus ingår i släktet Triptognathus och familjen brokparasitsteklar. Inga underarter finns listade i Catalogue of Life.